# Броћанац (Раковица)
Броћанац је насељено место у општини Раковица, на Кордуну, Карловачка жупанија, Република Хрватска.

## Географија
Броћанац се налази око 9 км северно од Раковице.

## Историја
У месту је рођен 1765. године Михаил от Ђуић (умро 1843. у Глини), обрстер (пуковник) аустријске војске. Броћанац је био у саставу Треће Огулинске регименте. Као каплар и фелдвебел је због храбрости више пута одликован. Добио је аустријску сребрну и златну колајну (медаљу) и француски почасни орден. Због заслуга је стекао мађарско племство.
Броћанац се од распада Југославије до августа 1995. године налазио у Републици Српској Крајини. До територијалне реорганизације у Хрватској налазио се у саставу бивше велике општине Слуњ.

## Становништво
Према попису становништва из 2011. године, насеље Броћанац је имало 27 становника.

### Број становника по пописима
| Националност   | 2001. | 1991. | 1981. | 1971. | 1961. | 1953. | 1948. | 1931. | 1921. | 1910. | 1900. | 1890. | 1880. | 1869. | 1857. |
| бр. становника | 31    | 175   | 228   | 274   | 340   | 393   | 414   | 1.046 | 938   | 1.090 | 1.077 | 979   | 937   | 1.079 | 757   |

- напомене:

Садржи податке за бивше насеље Мудрићи које је до 1948. исказивано као насеље. У 2001. смањено издвајањем насеља Брезовац и Ћуић Брдо. У 1880, од 1910. до 1948. те у 1981. и 1991. садржи податке за насеље Ћуић Брдо, а 1981. и 1991. за насеље Брезовац. До 1991. исказивано под именом Брочанац.

### Национални састав
| Националност       | 2001.       | 1991.        | 1981.        | 1971.        | 1961.        |
| Хрвати             | 20 (64,51%) | 15 (8,57%)   | 9 (3,94%)    | 14 (4,08%)   | 23 (4,35%)   |
| Срби               | 8 (25,80%)  | 152 (86,85%) | 202 (88,59%) | 323 (94,16%) | 505 (95,64%) |
| Југословени        | 0           | 4 (2,28%)    | 16 (7,01%)   | 5 (1,45%)    | 0            |
| остали и непознато | 3 (9,67%)   | 4 (2,28%)    | 1 (0,43%)    | 1 (0,29%)    | 0            |
| Укупно             | 31          | 175          | 228          | 343          | 528          |

- У табели: Национални састав, за пописне године од 1961. до 1991. садржани су подаци за новоформирана насеља: Брезовац и Ћуић Брдо.